# Mancomunidad del Bajo Gállego
La Mancomunidad Intermunicipal del Bajo Gállego es una mancomunidad de Aragón, España que se encuentra en la provincia de Zaragoza. Está formada por cuatro localidades: Villanueva de Gállego, San Mateo de Gállego, Zuera y Ontinar de Salz; que se encuentran en el curso bajo del Río Gállego, es decir, en el Eje 1 de la Comarca Central.

## Competencias
Según el Registro de Entidades Locales del Ministerio de Hacienda, la Mancomunidad Intermunicipal del Bajo Gállego posee competencias en los siguientes ámbitos:
- Abastecimiento y distribución de agua.
- Desarrollo socioeconómico (iniciativas públicas de promoción de empleo y de fomento industrial).
- Oficina municipal de información al consumidor.
- Programas conjuntos para la defensa y promoción de los recursos naturales y del medio ambiente.
- Promoción del desarrollo urbanístico.
- Promoción del turismo.
- Promoción y gestión de servicios deportivos.
- Promoción y gestión de servicios educativos y culturales (educación de adultos, guardería, medios de comunicación y servicios de información, etc).
- Protección civil y extinción de incendios.
- Saneamiento y depuración de aguas residuales.
- Servicio de recogida, transporte, eliminación y tratamiento de residuos sólidos urbanos.
- Servicio social de base.

### Punto Limpio "Mancomunidad Intermunicipal del Bajo Gállego"
Hay edificios fundados especialmente para los municipios de la mancomunidad, como el punto limpio de la Mancomunidad; que se encuentra en la antigua carretera N-330, junto a la rotonda que nos lleva a San Mateo de Gállego, en el primer desvío dirección Zuera. Contacto: 876 242 600 (Teléfono Urbaser). Atención al público: De lunes a viernes de 8:00 a 15:00 h. Sábados y domingos de 10:00 a 15:00 h.

## Periódico del Bajo Gállego
En mayo de 2018 se publicó la primera edición del periódico de la Mancomunidad Intermunicipal del Bajo Gállego. Consta de diversas secciones correspondientes a la mancomunidad, a Villanueva, a Zuera, a San Mateo y a Ontinar donde se explican informaciones locales y noticias de cada pueblo. Además presenta una guía de servicios y teléfonos de interés de cada uno de los cuatro pueblos. Todas las ediciones están disponibles en la página web del ayuntamiento de Zuera. https://www.ayunzuera.com/mancomunidad-del-bajo-gallego/

## Protección Civil
En 2018, las Agrupaciones de Protección Civil de los municipios formantes, se fusionaron dando así lugar a la Agrupación de Voluntarios de Protección Civil y Emergencias del Bajo Gállego. Contacto: 665 98 11 36.